# Герб на Люксембург
Гербът на Великото херцогство Люксембург представлява щит, на който са изобразени 10 хоризонтални сребърни и сини ленти, върху които има изправен на дясна хералдическа страна червен, коронясан лъв. Над щита е поставена корона, а от двете му страни са изобразени лъвове-щитоносци. Цялата композиция е поставена на хермелинова мантия, която е увенчана с куполообразна шатра от същата материя с голяма корона на върха. Гербът на Люксембург има голяма, както е описана по-горе, средна която представлява щита с лъвове-щитоносци и корона отгоре, и малка форма, която представлява само щита с корона.
Смята се, че гербът на Люксембург произлиза от 12-13 век и има сходни черти с гербовете на Херцогство Лимбург, Белгия и Холандия.